# Форсберг, Магдалена
Магдале́на Фо́рсберг (швед. Magdalena Forsberg; 25 июля 1967, Эрншёльдсвик), урождённая Валлин (швед. Wallin) — шведская биатлонистка и лыжница. Шестикратная чемпионка мира по биатлону.
Шестикратная обладательница Кубка мира по биатлону подряд, (рекорд среди женщин) в сезонах 1996/1997,1997/1998, 1998/1999 , 2000/2001 и по 2001/2002 год. Двукратный бронзовый призёр Олимпийских игр 2002 года. Завершила карьеру после сезона 2001/02 непобеждённой, завоевав не только большой Кубок мира, но и все четыре малых Кубка. Рекордсменка, обладательница рекорда чемпионатов мира по биатлону среди женщин по количеству медалей в личных дисциплинах (12).
Завершила карьеру в 34 года. В кубке мира по биатлону «выступала» в сезоне 1994/95 по 2001/02. За восемь лет выиграла шесть больших хрустальных глобусов подряд и 16 малых хрустальных глобусов.

## Спортивная карьера

### Лыжные гонки
Лыжами занималась с детства и, по мнению специалистов, подавала надежды. Так, в 1986 году стала бронзовым призёром юниорского чемпионата мира по лыжам (в эстафете), а в 1987 году взяла «бронзу» в индивидуальной гонке.
С 1988 по 1994 входила в национальную сборную Швеции по лыжным гонкам. Однако «взрослая» карьера не задалась: за всё время Магдалена не показала сколь-нибудь значимых личных результатов. Так, принимая участие в более чем в тридцати гонках Кубка мира, лишь однажды заняла второе место, а в первой десятке финишировала лишь 6 раз. Лучший результат на чемпионате мира в Лахти (1989) — 10-е место. На Зимней Олимпиаде 1992 г. в Альбервиле заняла 26-е и 34-е места. А Олимпиаду в Лиллехаммере пропустила из-за травмы ахилла. На чемпионате мира по лыжным видам спорта в 1987 году заняла третье место в составе эстафеты.

### Биатлон

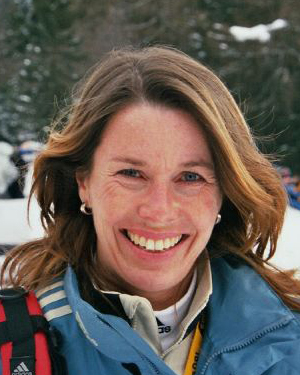
2006 год

После «сухой» для себя Олимпиады в Альбервиле, Магдалена решила попробовать себя в биатлоне: по её собственным словам «шутки ради». Тренироваться Форсберг начала в клубе «Сундсвалл» из одноимённого города. (Позже, выступая за этот клуб, стала многократной чемпионкой Швеции.) Впервые взяв биатлонную винтовку в руки в 1993 году, уже в сезоне 1994—1995 она вошла в состав сборной Швеции.

#### Сезоны 1994—1995 и 1995—1996
Форсберг дебютировала на первом этапе розыгрыша Кубка мира в австрийском Бад-Гаштайне в декабре 1994 г. Ей было уже тогда 27 лет. Форсберг заняла 13-е место в индивидуальной гонке и 17-е в спринте. Аналогичные результаты она показывала на 2-м и 3-м этапах. Но уже на 4-м этапе в германском Рупольдинге Магдалена финишировала «в цветах» в индивидуальной гонке (7-е место) и завоевала «золото» в спринте. До конца сезона Форсберг больше ни разу не поднималась на пьедестал, однако регулярно оказывалась в «цветах», причем однажды остановившись в шаге от медалей.
Но уже следующий сезон Магдалена начала с покорения пьедестала. Причём произошло это в родной Швеции: на первом этапе Кубка мира в Эстерсунде она заняла 3-е место в индивидуальной гонке. А на втором этапе в норвежском Хольменколлене (пригороде Осло) завоевала в этой же дисциплине «золото». До конца сезона Форсберг ещё дважды брала «бронзу» и неоднократно оказывалась в «цветах».
Но даже удачный дебют в первом сезоне и успех во втором не позволяли предположить, что уже со следующего сезона в биатлоне начнётся эпоха Магдалены Форсберг, которая сделает блестящую карьеру не в том виде спорта, с какого начинала.
152 гонки провела на кубке мира всего-лишь, 42 раза «побеждала» на кубке мира по биатлону.
1996—2002

## Чемпионаты мира по биатлону
12 медалей (6 золотых, 1 серебряная, 5 бронзовых)
| Место               | Индивидуальная гонка | Спринт | Гонка преследования | Масс-старт | Командная гонка | Эстафета |
| ------------------- | -------------------- | ------ | ------------------- | ---------- | --------------- | -------- |
| 1995 Антерсельва    | 7                    | 19     | н/д                 | н/д        | —               | 14       |
| 1996 Рупольдинг     | 15                   | 3      | н/д                 | н/д        | 9               | 10       |
| 1997 Брезно-Осрблье | 1                    | 3      | 1                   | н/д        | 11              | 16       |
| 1998 Поклюка        | н/д                  | N/A    | 1                   | н/д        | 7               | н/д      |
| 1999 Контиолахти    | 6                    | 2      | 5                   | 3          | н/д             | —        |
| 2000 Хольменколлен  | 3                    | 4      | 1                   | 4          | н/д             | 13       |
| 2001 Поклюка        | 1                    | 6      | 3                   | 1          | н/д             | —        |
| 2002 Хольменколлен  | н/д                  | н/д    | н/д                 | 8th        | н/д             | н/д      |

#### Общий зачёт кубка мира
| Сезон   | Индивидуальная гонка l | Индивидуальная гонка l | Спринт | Спринт | Преследование | Преследование | Масс-старт | Масс-старт |
| Сезон   | Место                  | Очки                   | Место  | Очки   | Место         | Очки          | Место      | Очки       |
| ------- | ---------------------- | ---------------------- | ------ | ------ | ------------- | ------------- | ---------- | ---------- |
| 1994/95 | 7.                     | 86                     | 9.     | 92     |               |               |            |            |
| 1995/96 | 4.                     | 94                     | 6.     | 84     |               |               |            |            |
| 1996/97 | 2.                     | 97                     | 3.     | 141    | 3.            | 84            |            |            |
| 1997/98 | 1.                     | 99                     | 1.     | 202    | 1.            | 86            |            |            |
| 1998/99 | 2.                     | 60                     | 1.     | 203    | 1.            | 180           | 3.         | 45         |
| 1999/00 | 1.                     | 74                     | 1.     | 147    | 1.            | 210           | 3.         | 68         |
| 2000/01 | 1.                     | 143                    | 1.     | 368    | 1.            | 300           | 1.         | 146        |
| 2001/02 | 1.                     | 143                    | 1.     | 302    | 1.            | 376           | 1.         | 123        |

### Индивидуальные победы
42 победы (7 In, 13 Sp, 19 Pu, 3 MS)
| Сезон              | Дата            | Место          | Дисциплина                 | Соревнование               |
| ------------------ | --------------- | -------------- | -------------------------- | -------------------------- |
| 1994/95—1 победа   | 28 Января 1995  | Рупольдинг     | 7.5 km Спринт              | Кубок мира по биатлону     |
| 1995/96—1 победа   | 14 Декабря 1995 | Хольменколлен  | 15 km Индивидуальная гонка | Кубок мира по биатлону     |
| 1996/97—4 победы   | 4 Января 1997   | Оберхоф        | 7.5 km Спринт              | Кубок мира по биатлону     |
| 1996/97—4 победы   | 5 Января 1997   | Оберхоф        | 10 km Гонка преследования  | Кубок мира по биатлону     |
| 1996/97—4 победы   | 2 Февраля 1997  | Чемпионат мира | 10 km Гонка преследования  | Чемпионат мира по биатлону |
| 1996/97—4 победы   | 7 Февраля 1997  | Чемпионат мира | 15 km Индивидуальная гонка | Чемпионат мира по биатлону |
| 1997/98—6 побед    | 13 Декабря 1997 | Эстерсунд      | 7.5 km Спринт              | Кубок мира по биатлону     |
| 1997/98—6 побед    | 20 Декабря 1997 | Контиолахти    | 10 km Гонка преследования  | Кубок мира по биатлону     |
| 1997/98—6 побед    | 8 Января 1998   | Рупольдинг     | 7.5 km Спринт              | Кубок мира по биатлону     |
| 1997/98—6 побед    | 3 Марта 1998    | Поклюка        | 15 km Индивидуальная гонка | Кубок мира по биатлону     |
| 1997/98—6 побед    | 7 Марта 1998    | Поклюка        | 7.5 km Спринт              | Кубок мира по биатлону     |
| 1997/98—6 побед    | 8 Марта 1998    | Чемпионат мира | 10 km Гонка преследования  | Чемпионат мира по биатлону |
| 1998/99—4 победы   | 11 Декабря 1998 | Хохфильцен     | 7.5 km Спринт              | Кубок мира по биатлону     |
| 1998/99—4 победы   | 12 Декабря 1998 | Хохфильцен     | 10 km Гонка преследования  | Кубок мира по биатлону     |
| 1998/99—4 победы   | 25 Февраля 1999 | Лэйк-Плэсид    | 7.5 km Спринт              | Кубок мира по биатлону     |
| 1998/99—4 победы   | 6 Марта 1999    | Вал Картье     | 10 km Гонка преследования  | Кубок мира по биатлону     |
| 1999/2000—3 победы | 9 Декабря 1999  | Поклюка        | 7.5 km Спринт              | Кубок мира по биатлону     |
| 1999/2000—3 победы | 20 Февраля 2000 | Чемпионат мира | 10 km Гонка преследования  | Чемпионат мира по биатлону |
| 1999/2000—3 победы | 18 Марта 2000   | Ханты-Мансийск | 10 km Гонка преследования  | Кубок мира по биатлону     |
| 2000/01—14 побед   | 8 Декабря 2000  | Антерсельва    | 10 km Гонка преследования  | Кубок мира по биатлону     |
| 2000/01—14 побед   | 16 Декабря 2000 | Антерсельва    | 7.5 km Спринт              | Кубок мира по биатлону     |
| 2000/01—14 побед   | 17 Декабря 2000 | Антерсельва    | 10 km Гонка преследования  | Кубок мира по биатлону     |
| 2000/01—14 побед   | 5 Января 2001   | Оберхоф        | 7.5 km Спринт              | Кубок мира по биатлону     |
| 2000/01—14 побед   | 6 Января 2001   | Оберхоф        | 10 km Гонка преследования  | Кубок мира по биатлону     |
| 2000/01—14 побед   | 7 Января 2001   | Оберхоф        | 12.5 km Масс-старт         | Кубок мира по биатлону     |
| 2000/01—14 побед   | 13 Января 2001  | Рупольдинг     | 7.5 km Спринт              | Кубок мира по биатлону     |
| 2000/01—14 побед   | 14 Января 2001  | Рупольдинг     | 10 km Гонка преследования  | Кубок мира по биатлону     |
| 2000/01—14 побед   | 18 Января 2001  | Антерсельва    | 7.5 km Спринт              | Кубок мира по биатлону     |
| 2000/01—14 побед   | 6 Февраля 2001  | Чемпионат мира | 15 km Индивидуальная гонка | Чемпионат мира по биатлону |
| 2000/01—14 побед   | 9 Февраля 2001  | Чемпионат мира | 12.5 km Масс-старт         | Чемпионат мира по биатлону |
| 2000/01—14 побед   | 28 Февраля 2001 | Солт-Лейк-Сити | 15 km Индивидуальная гонка | Кубок мира по биатлону     |
| 2000/01—14 побед   | 3 Марта 2001    | Солт-Лейк-Сити | 10 km Гонка преследования  | Кубок мира по биатлону     |
| 2000/01—14 побед   | 17 Марта 2001   | Хольменколлен  | 10 km Гонка преследования  | Кубок мира по биатлону     |
| 2001/02—9 побед    | 6 Декабря 2001  | Хохфильцен     | 7.5 km Спринт              | Кубок мира по биатлону     |
| 2001/02—9 побед    | 9 Декабря 2001  | Хохфильцен     | 10 km Гонка преследования  | Кубок мира по биатлону     |
| 2001/02—9 побед    | 12 Декабря 2001 | Поклюка        | 15 km Индивидуальная гонка | Кубок мира по биатлону     |
| 2001/02—9 побед    | 16 Декабря 2001 | Поклюка        | 10 km Гонка преследования  | Кубок мира по биатлону     |
| 2001/02—9 побед    | 20 Декабря 2001 | Брезно-Осрблье | 15 km Индивидуальная гонка | Кубок мира по биатлону     |
| 2001/02—9 побед    | 22 Декабря 2001 | Брезно-Осрблье | 12.5 km Масс-старт         | Кубок мира по биатлону     |
| 2001/02—9 побед    | 11 Января 2002  | Оберхоф        | 10 km Гонка преследования  | Кубок мира по биатлону     |
| 2001/02—9 побед    | 10 Марта 2002   | Эстерсунд      | 10 km Гонка преследования  | Кубок мира по биатлону     |
| 2001/02—9 побед    | 23 Марта 2002   | Хольменколлен  | 10 km Гонка преследования  | Кубок мира по биатлону     |

## Титулы
- Шестикратная обладательница Кубка мира по биатлону подряд. (1996/97, 1997/98, 1998/99, 1999/2000, 2000/01 и 2001/02).
- Шестикратная чемпионка мира (1997(2), 1998, 2000, 2001(2)).
- Шестикратная обладательница малого Кубка мира в гонке преследования (1997—2002).
- Пятикратная обладательница малого Кубка мира в спринте (1998—2002).
- Четырёхкратная обладательница малого Кубка мира в индивидуальной гонке (1998, 2000—2002).
- Двукратная обладательница малого Кубка мира в масс-старте (2001, 2002).
- Серебряный призёр чемпионатов мира (1999).
- Пятикратный бронзовый призёр чемпионатов мира (1996, 1997, 1999, 2000, 2001).
- В 2002 году на Олимпийских играх в Солт-Лейк-Сити завоевала 2 бронзовых медали.
- 2-кратный бронзовый призёр чемпионата мира по лыжам среди юниоров.

## Жизнь после спорта
По завершении карьеры Магдалена не ушла из биатлона окончательно. Она комментирует биатлон на немецком телеканале ARD, так же на Eurosport. Кроме того, она ведет собственную программу на шведском телевидении, рассказывает о путешествиях и спорте.

## Личная жизнь
Замужем за бывшим биатлонистом Хенриком Форсбергом (с 1997 года), который завершил карьеру одновременно с супругой.

## Результаты

### Кубок мира
| Сезон     | Дисциплина | Этапы  | Этапы  | Этапы   | Этапы  | Этапы  | Этапы  | Этапы    | Этапы  | Этапы   | Этапы | Итог (очки/место) (по дисциплинам) | Итог (очки/место) (по дисциплинам) | Итог (очки/место) (общий) | Итог (очки/место) (общий) |
| Сезон     | Дисциплина | 1      | 2      | 3       | 4      | 5      | 6      | 7        | 8      | 9       | 10    | Итог (очки/место) (по дисциплинам) | Итог (очки/место) (по дисциплинам) | Итог (очки/место) (общий) | Итог (очки/место) (общий) |
| --------- | ---------- | ------ | ------ | ------- | ------ | ------ | ------ | -------- | ------ | ------- | ----- | ---------------------------------- | ---------------------------------- | ------------------------- | ------------------------- |
| 1994/95   | ИГ         | Бад 13 | Пок 13 | Обе 22  | Руп 7  | ЧМ 7   | Лах 13 | Лил 4    | —      | —       | —     | н/д                                | н/д                                | н/д                       | 5                         |
| 1994/95   | Спринт     | Бад 17 | —      | Обе 12  | Руп 1  | ЧМ 19  | Лах 7  | Лил 6    | —      | —       | —     | н/д                                | н/д                                | н/д                       | 5                         |
| 1995/96   | ИГ         | —      | Хол 1  | Ант 5   | —      | ЧМ 15  | Пок 29 | Хох 18   | —      | —       | —     | н/д                                | н/д                                | н/д                       | 5                         |
| 1995/96   | Спринт     | Эст 3  | Хол 17 | Ант 3   | —      | ЧМ 3   | —      | Хох 9    | —      | —       | —     | н/д                                | н/д                                | н/д                       | 5                         |
| 1996/97   | ИГ         |        | Эст 4  |         | —      | Руп 14 | ЧМ 1   | —        | Наг 4  | Нов 6   | —     | 94                                 | 2                                  | 319                       | 1                         |
| 1996/97   | Спринт     | Лил 6  | Эст 16 | Хол 7   | Обе 1  | Руп 6  | ЧМ 3   |          | Наг 17 | Нов 8   |       | 141                                | 3                                  | 319                       | 1                         |
| 1996/97   | ГП         | Лил 3  | —      | Хол 5   | Обе 1  | —      | ЧМ 1   | —        | —      | —       | —     | 84                                 | 1                                  | 319                       | 1                         |
| 1996/97   | Масс-старт | —      | —      | —       | —      | —      | —      | —        | —      | Нов 3   | —     | 24                                 | 3                                  | 319                       | 1                         |
| 1997/98   | ИГ         | —      | Эст 2  | —       | Руп 1  | Ант 3  | ОИ 14  | Пок 1    | —      | Хох 7   | —     | 99                                 | 1                                  | 387                       | 1                         |
| 1997/98   | Спринт     | Лил 3  | Эст 1  | Лах 6/7 | Руп 7  | Ант 3  | ОИ 17  | Пок 1/13 | —      | Хох 2   | —     | 202                                | 1                                  | 387                       | 1                         |
| 1997/98   | ГП         | Лил 2  | —      | Лах 1   |        | —      |        | —        | ЧМ 1   | —       | —     | 86                                 | 1                                  | 387                       | 1                         |
| 1998/99   | ИГ         | Хох 2  | Оср 3  | —       | —      | —      | —      | —        | —      | —       | ЧМ 6  | 70                                 | 2                                  | 478                       | 1                         |
| 1998/99   | Спринт     | Хох 1  | Оср 4  | Обе 13  | Руп 4  | Ант 2  | ЧМ 2   | Лей 1    | Вал 3  | Хол DNS | —     | 193                                | 1                                  | 478                       | 1                         |
| 1998/99   | ГП         | Хох 1  | Оср 4  | Обе 3   | Руп 3  | Ант 2  | ЧМ 5   | Лей 2    | Вал 1  | —       | —     | 203                                | 2                                  | 478                       | 1                         |
| 1998/99   | Масс-старт | —      | —      | —       | Руп 5  | —      | —      | —        | —      | —       | ЧМ 3  | 45                                 | 3                                  | 478                       | 1                         |
| 1999/2000 | ИГ         | Хох 2  | —      | Оср 4   | —      | —      | —      | —        | ЧМ 3   | Лах 3   | —     | 74                                 | 1                                  | 510                       | 1                         |
| 1999/2000 | Спринт     | —      | Пок 1  | Оср 4   | Обе 10 | Руп 4  | Ант 12 | Эст 12   | ЧМ 4   | —       | Хан 5 | 147                                | 1                                  | 510                       | 1                         |
| 1999/2000 | ГП         | Хох 3  | Пок 2  | —       | Обе 2  | Руп 3  | Ант 3  | Эст 7    | ЧМ 1   | Лах 2   | Хан 1 | 210                                | 1                                  | 510                       | 1                         |
| 1999/2000 | Масс-старт | —      | —      | Оср 8   | —      | Руп 2  | —      | —        | ЧМ 4   | —       | Хан 6 | 68                                 | 3                                  | 510                       | 1                         |
| 2000/01   | ИГ         | Ант 3  | —      | Ант 3   | —      | —      | —      | ЧМ 1     | Сол 1  | —       | —     | 143                                | 1                                  | 1021                      | 1                         |
| 2000/01   | Спринт     | Ант 31 | Ант 6  | Ант 1   | Обе 1  | Руп 1  | Ант 1  | ЧМ 6     | Сол 7  | Лэй 12  | Хол 2 | 368                                | 1                                  | 1021                      | 1                         |
| 2000/01   | ГП         | —      | Ант 1  | Ант 1   | Обе 1  | Руп 1  | —      | ЧМ 3     | Сол 1  | —       | Хол 1 | 300                                | 1                                  | 1021                      | 1                         |
| 2000/01   | Масс-старт | —      | —      | —       | Обе 1  | —      | Ант 22 | ЧМ 1     | —      | —       | Хол 2 | 146                                | 1                                  | 1021                      | 1                         |
| 2001/02   | ИГ         | —      | Пок 1  | Оср 1   | —      | —      | —      | ОИ 3     | —      | —       | —     | 143                                | 1                                  | 944                       | 1                         |
| 2001/02   | Спринт     | Хох 1  | —      | Оср 95  | Обе 3  | Руп 5  | —      | ОИ 3     | Эст 3  | Лах 2   | Хол 4 | 302                                | 1                                  | 944                       | 1                         |
| 2001/02   | ГП         | Хох 1  | Пок 1  | —       | Обе 1  | Руп 2  | —      | ОИ 6     | Эст 1  | Лах 2   | Хол 1 | 376                                | 1                                  | 944                       | 1                         |
| 2001/02   | Масс-старт | —      | —      | Оср 1   | Обе 3  | —      | —      | —        | —      | —       | Хол 8 | 123                                | 1                                  | 944                       | 1                         |

НФ — стартовала в гонке, но не финишировала (или же отстала на круг и более от лидера).
н/д — нет данных о количестве очков/позиции в данном зачёте Кубка мира.

## Интересные факты
- Рекорд Магдалены — шесть Кубков мира среди женщин — остаётся непревзойдённым уже 15 лет и останется таковым, минимум, ещё три года, до сезона 2020—2021 — в случае, если Кубок три раза подряд завоюет трехкратная обладательница Кайса Мякяряйнен. Ближайшая к Форсберг по количеству завоёванных Больших Хрустальных глобусов завершившая в 2012 году карьеру биатлонистка, Магдалена Нойнер, побеждала три раза.

Среди мужчин этот рекорд сумел повторить Уле-Эйнар Бьёрндален (на это у него ушло 12 лет) и превзойти Мартен Фуркад, взявший семь Кубков подряд.
Магдалена Форсберг биатлонную винтовку взяла в руки в 1993 году, а ей уже было 26 лет тогда).
- Магдалена Форсберг — безусловная рекордсменка в биатлонном мире среди женщин по количеству Кубков мира, завоёванных подряд, — шесть, в 1996—2002 годы. В 2018 году среди мужчин это достижение сумел превзойти француз Мартен Фуркад (2012—2018 гг.). Таким образом, этот рекорд Магдалены держался непокорённым 15 лет.
- Ещё один рекорд Магдалены среди женщин — 17 малых Хрустальных глобусов в различных дисциплинах. До сезона 2007—2008 этот рекорд был абсолютным. И лишь в 2008-м Уле-Эйнар Бьёрндален сумел повторить его, а в 2009-м — превзойти (20 малых Кубков). В сезоне 2016—2017 рекорд Магдалены сумел повторить и превзойти Мартен Фуркад (20 малых Кубков), который был сильнейшим во всех четырёх дисциплинах.
- За Форсберг многие годы держатся рекорды по завоёванным малым Хрустальным глобусам подряд — пять в спринте (1998—2002) и шесть в гонке преследования (1997—2002). Лишь 13 лет спустя, в сезоне 2015—2016 Мартен Фуркад повторил рекорд в спринте, а в сезоне 2016—2017 превзошёл. Кроме того, Фуркад в сезоне 2016—2017 повторил, а в сезоне 2017—2018 превзошёл рекорд Магдалены и в гонке преследования.
- Удивительно, но, шесть раз подряд завоевав Большой Хрустальный глобус, Магдалена Форсберг ни разу не сумела завоевать «золото» Олимпийских игр. Лишь в последний сезон своей спортивной карьеры она смогла взять две «бронзы» на Зимних Олимпийских играх 2002 года в Солт-Лэйк-Сити.
- Единственная биатлонная дисциплина, в которой Магдалена не имеет наград — женская эстафета.
- Магдалена Форсберг взяла в руки биатлонную винтовку лишь в 27 лет. До этого она выступала в лыжных гонках, не добившись в них особых успехов.[2]
- Однажды Форсберг так увлеклась гонкой, что расстреляла чужие мишени. Это произошло в конце декабря 2001 г. в ходе спринтерской гонки третьего этапа Кубка мира в словацком Брезно-Осрбли. На последнем огневом рубеже Магдалена поразила все мишени, а на финише показала хорошее время. И лишь после того, как переоделась, она узнала от тренера, что поразила не свои мишени. По итогам той гонки Форсберг была классифицирована на 95-м, предпоследнем месте. Однако, Магдалена не расстроилась и не заплакала, решив, что после такого казуса надо выиграть следующую гонку.[1] И она её выиграла уже на следующий день, опередив в масс-старте ближайшую соперницу — Ольгу Пылёву — на 32,7 секунды.
- После завершения карьеры Магдалена Форсберг заявила, что не вернётся в биатлон. Тем не менее, спустя четыре года ей пришлось вновь выйти на трассу. Перед Олимпиадой 2006 г. в Турине Магдалена утверждала, что её соотечественница Анна-Карин Улофссон завоюет олимпийское золото. Однако, не все ей верили, и тогда Форсберг дала слово вернуться на лыжню, если её прогноз оправдается. Улофссон стала олимпийской чемпионкой. В результате, 2 апреля 2006 г. на чемпионате Швеции Магдалена вместе с Анной-Карин пробежала эстафету 2х6 км.[3]